# Kovrig Ákos
Kovrig Ákos (Kunhegyes, 1982. június 2. –) magyar labdarúgó.

## Pályafutása

### Klubcsapatban
Kovrig Ákos a Kecskeméti TE csapatában kezdte pályafutását. 2001-ben, 19 évesen szerződött a Vasashoz, ahol három idényt töltött el. 2005-ben a Lombard Pápa igazolta le. Tizennégy bajnokin négyszer volt eredményes, és négy alkalommal az Intertotó-kupában is pályára lépett. Fél évet követően légiósnak állt és előbb a Makkabi Netánjá, majd a Hapóél Haifa játékosa lett. 2006 nyarán visszatért nevelőegyesületébe, a Kecskeméti Te-be.
2007-ben elfogadta az osztrák Bundesligában szereplő SV Mattersburg ajánlatát. 2007. július 11-én debütált az SV Ried ellen 2-1-re megnyert bajnokin. Itt együtt játszott Robert Almerrel, Christian Fuchsszal és Carsten Janckerrel és szerepelt a UEFA-kupábanis. Az osztrák élvonalban két idény alatt 33 bajnokin két gólt szerzett. 2009 nyarán NB II-es Szolnokhoz igazolt, majd decemberben a norvég FK Haugesund játékosa lett. Itt amatőr státuszban, munka mellett játszott, a norvég klub női egyesületénél edzői feladatokat is ellátott. Visszavonulása után hazatért és Kecskeméten az utánpótlásban dolgozott.